# Giuseppe Macinata
Giuseppe Macinata (Bergamo, 26 gennaio 1807 – Bergamo, 9 giugno 1874) è stato un pittore italiano.

## Biografia

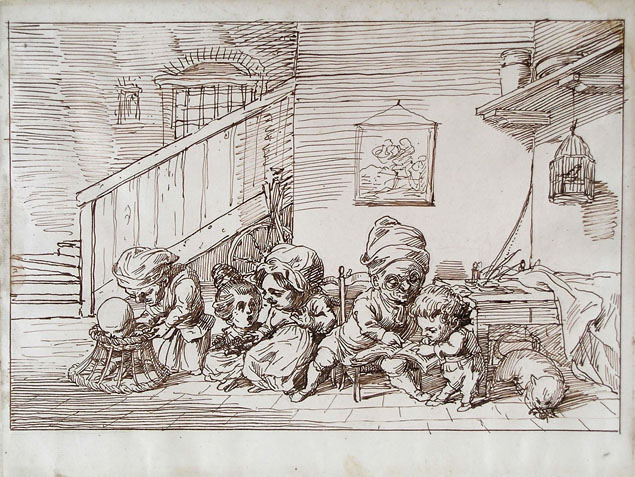
Famiglia di nani, disegno ad inchiostro.

Talvolta erroneamente indicato con i nomi Domenico o Alessandro, rimase presto orfano del padre e si iscrisse nel 1821 al corso di Ornato del professor Giacomo Bianconi all'Accademia Carrara, dalla quale fu tuttavia espulso per tre anni per motivi disciplinari, per essere riammesso solo nel 1827. In quegli anni lavorò alle dipendenze di Paolo Vincenzo Bonomini e frequentò come caratterista una compagnia di filodrammatici. Conobbe nel 1873 Paolo Gaffuri, fondatore dell'Istituto Arti Grafiche di Bergamo, che ne raccolse numerose opere, confluite nel 1931 al Gabinetto dei disegni del Castello Sforzesco di Milano. Ebbe un figlio, Filippo, che fu sacerdote e che scrisse una memoria del padre, anch'essa conservata nel medesimo Gabinetto.

## Produzione pittorica
Si dedicò a diverse tematiche pittoriche: lavorò per la chiesa di San Lorenzo a Bergamo e per la parrocchiale di Adrara San Martino, mentre operò come paesaggista in alcuni cicli decorativi nel Palazzo Marinoni di Rovetta e a Bagnatica. Consistente è il corpus di disegni, con ritratti, autoritratti e soggetti di tipo grottesco chr denotano significative influenze di Goya. Tuttavia il genere che lo fece apprezzare maggiormente fu quello delle bambocciate.
Oltre che al Castello Sforzesco, sue opere si trovano al Museo Arte Tempo di Clusone, che conserva quattro suoi ritratti a matita.

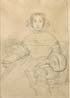
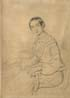
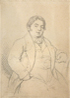
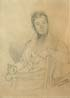